# El Bruguers
El Bruguers és el periòdic municipal editat per l'Ajuntament de Gavà. Fou fundat com a òrgan de Falange a l'Ajuntament de Gavà. Els feixistes van triar el nom de Brugués, un indret lligat a la religió i de la tradició, per oposició contra la revista anterior, L'Aramprunyà, de caràcter catalanista i laic. El número 1 va sortir el 29 de juny de 1958 per la festa major d'estiu (Sant Pere). Portava el subtítol Editado por FET y de las Jons. El primer director en va ser Joan Grau.
El maig de 1966, Antoni Tarrida Pugès, que des de feia tres anys formava part de la redacció, va ser nomenat director del periòdic, soto la direcció del qual va atènyer el més prestigi. A les seves pàgines hi col·laboraren estudiosos locals com Marian Colomé, Josep Soler Vidal i Joan Vila Canut, secretari municipal. El 1974 Antoni Tarrida va haver de plegar del nit al dia per publicar un reportatge sobre els perjudicis i els incompliments de l'abocador del Garraf. Antoni Barba li va succedir i va introduir canvis al disseny. El darrer número d'aquesta etapa va ser el 189, corresponent als mesos de maig-juny de 1976.
La capçalera, que formava part de la premsa de l'organització franquista «movimiento nacional», va quedar en desús, fins que l'any 1982 el nou ajuntament democràtic va comprar la capçalera al Movimiento. El primer número de la nova època va aparèixer l'abril d'aquell any. S'hi va anunciar la Fira d'espàrrecs que anualment se celebra a Gavà. Els primers anys va quedar un mitjà molt propagandístic amb poc o gaire contingut informatiu.
El canvi de dècada suposà una nova maquetació i la capçalera incorporà l'article. L'any 2005, El Brugués va rebre el premi Arrel, atorgat per la Diputació de Barcelona, com a millor publicació informativa municipal de l'any 2004. El febrer de 2006, l'antic nom Brugués es normalitza i des d'aleshores passa a denominar-se El Bruguers.

## Galeria

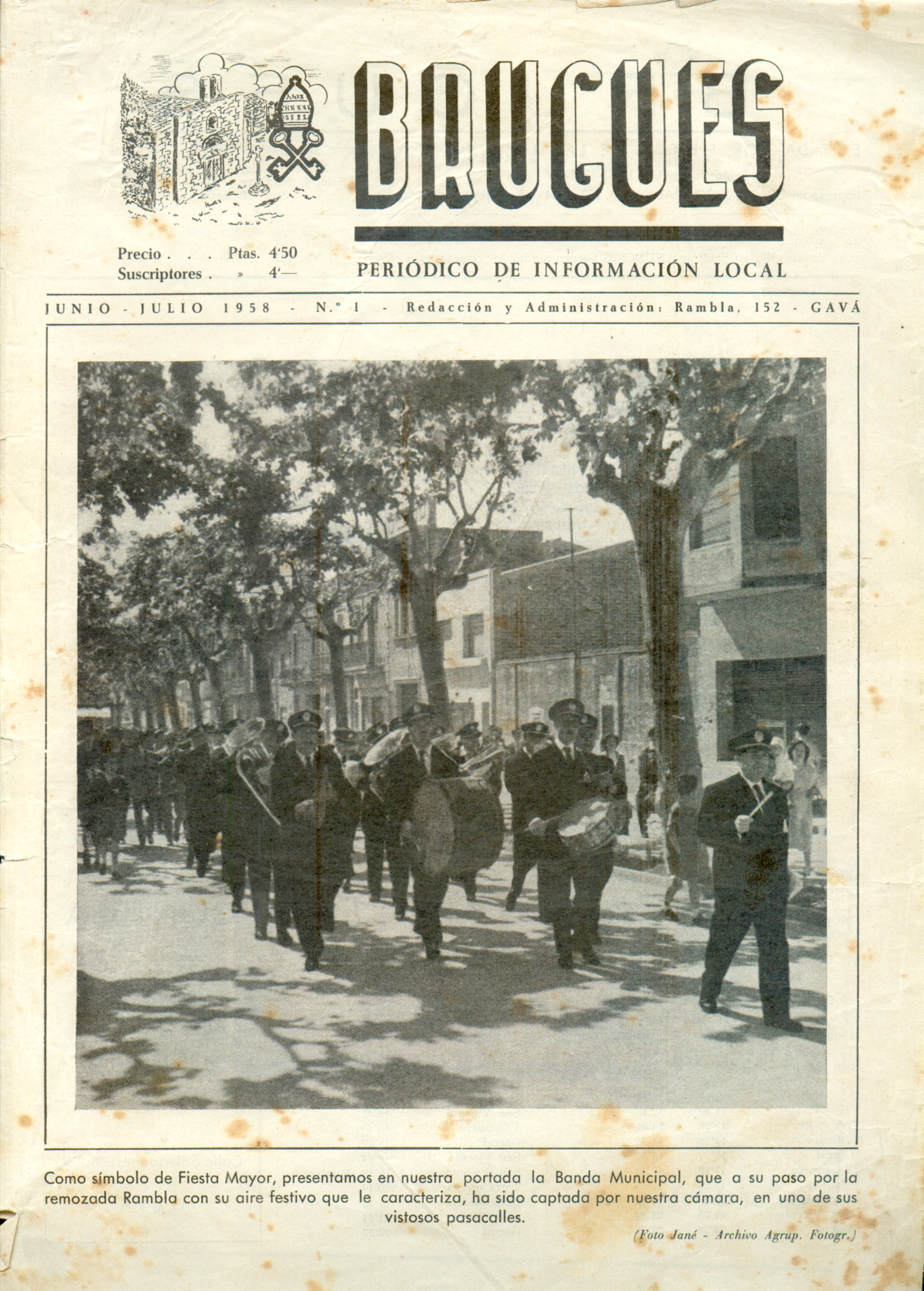
El primer número del periòdic, corresponent al juliol de 1958
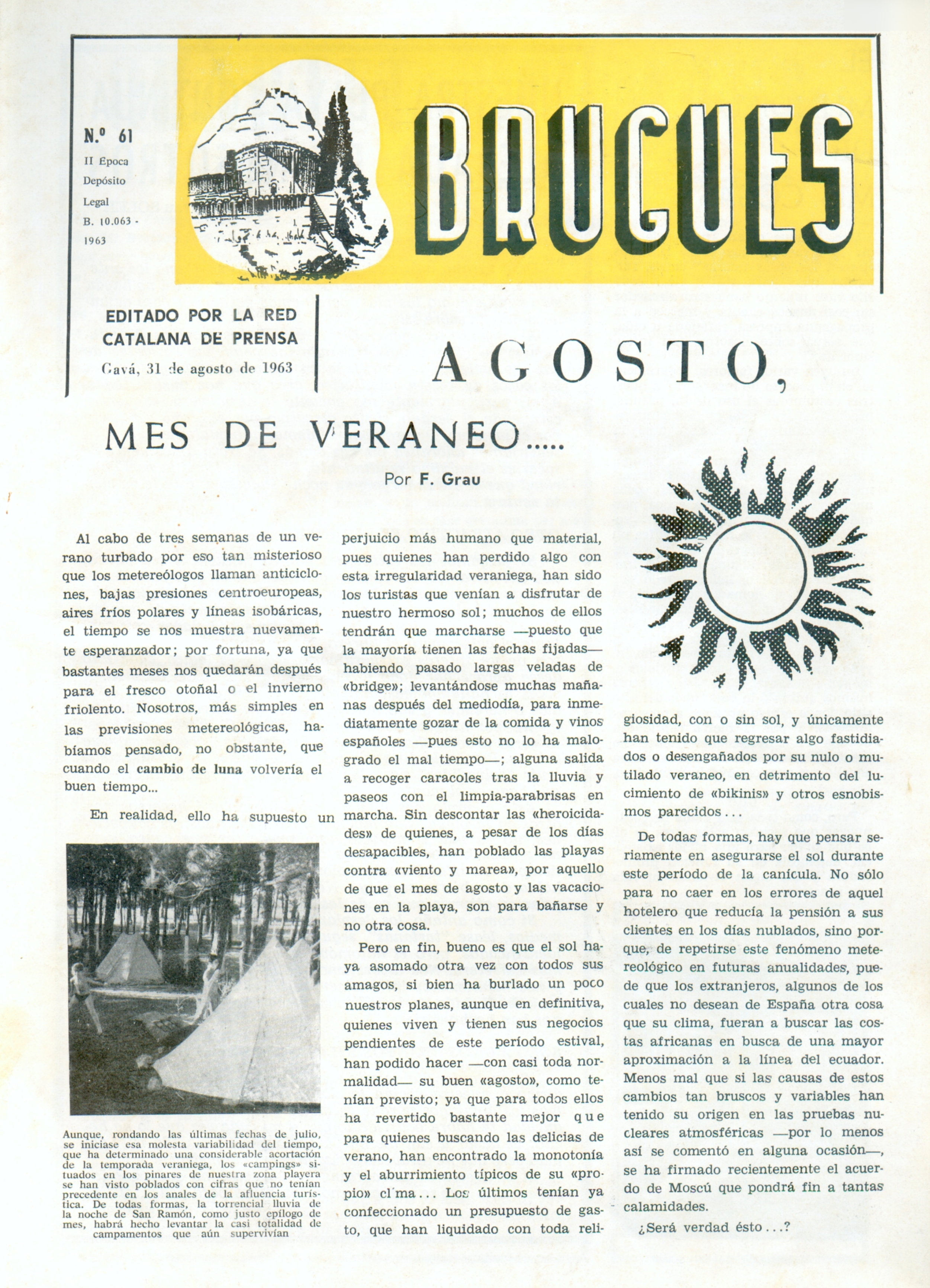
El 1960 la capçalera va passar a tenir color a una tinta
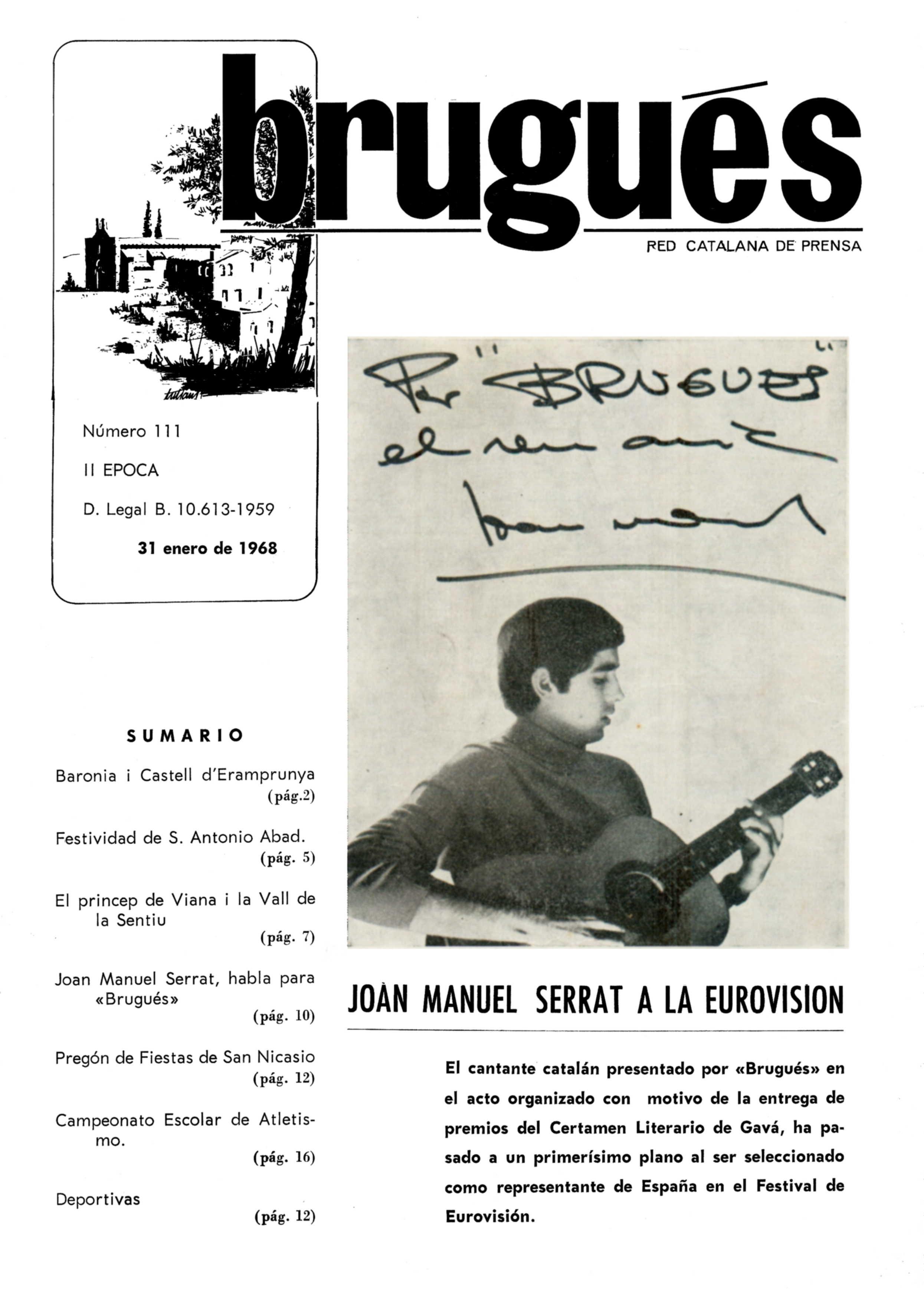
Canvi de capçalera el 1968, sota la direcció d'Antoni Tarrida
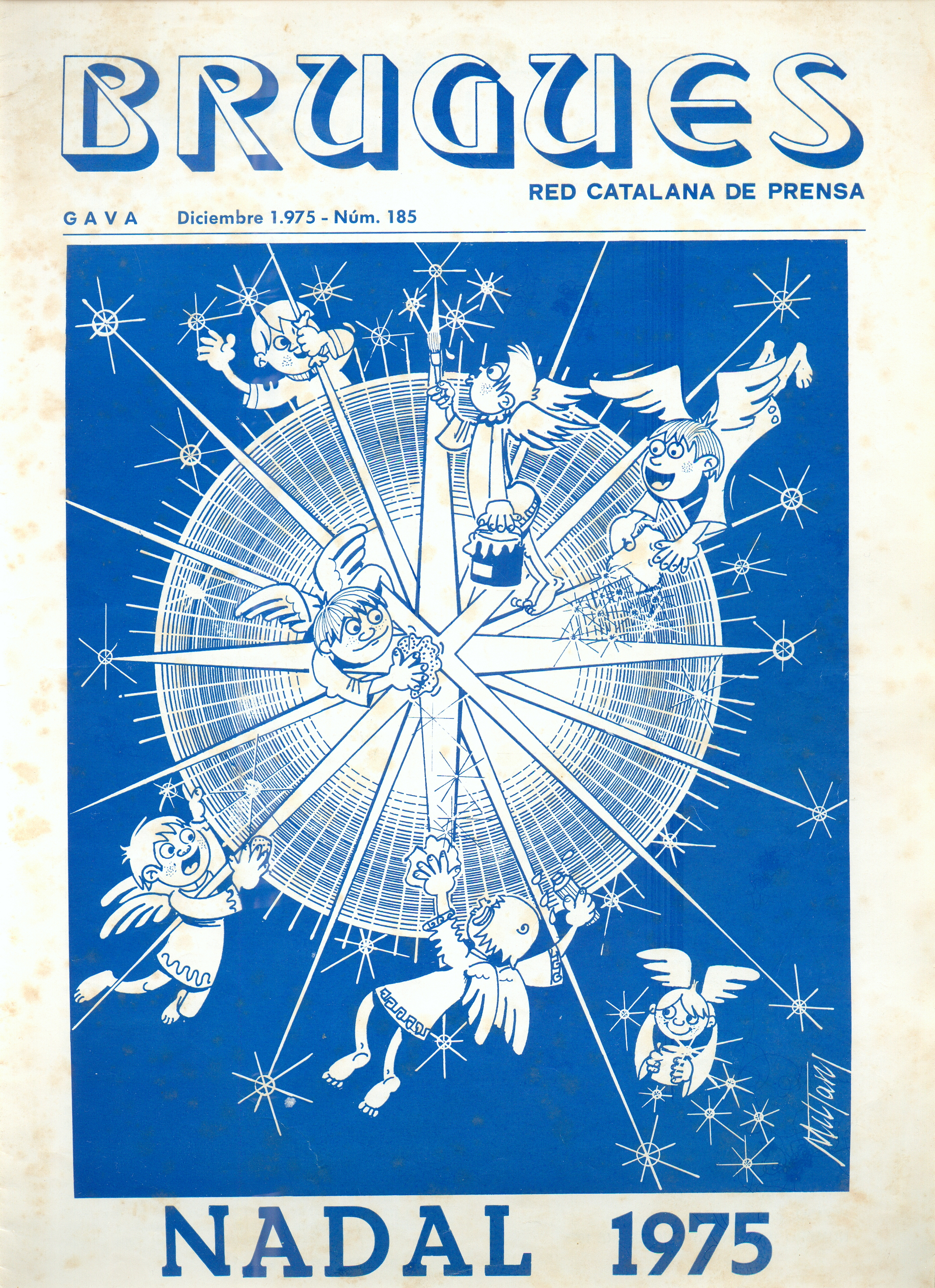
Canvi d'imatge i capçalera el 1975. El director era Antoni Barba, regidor de cultura
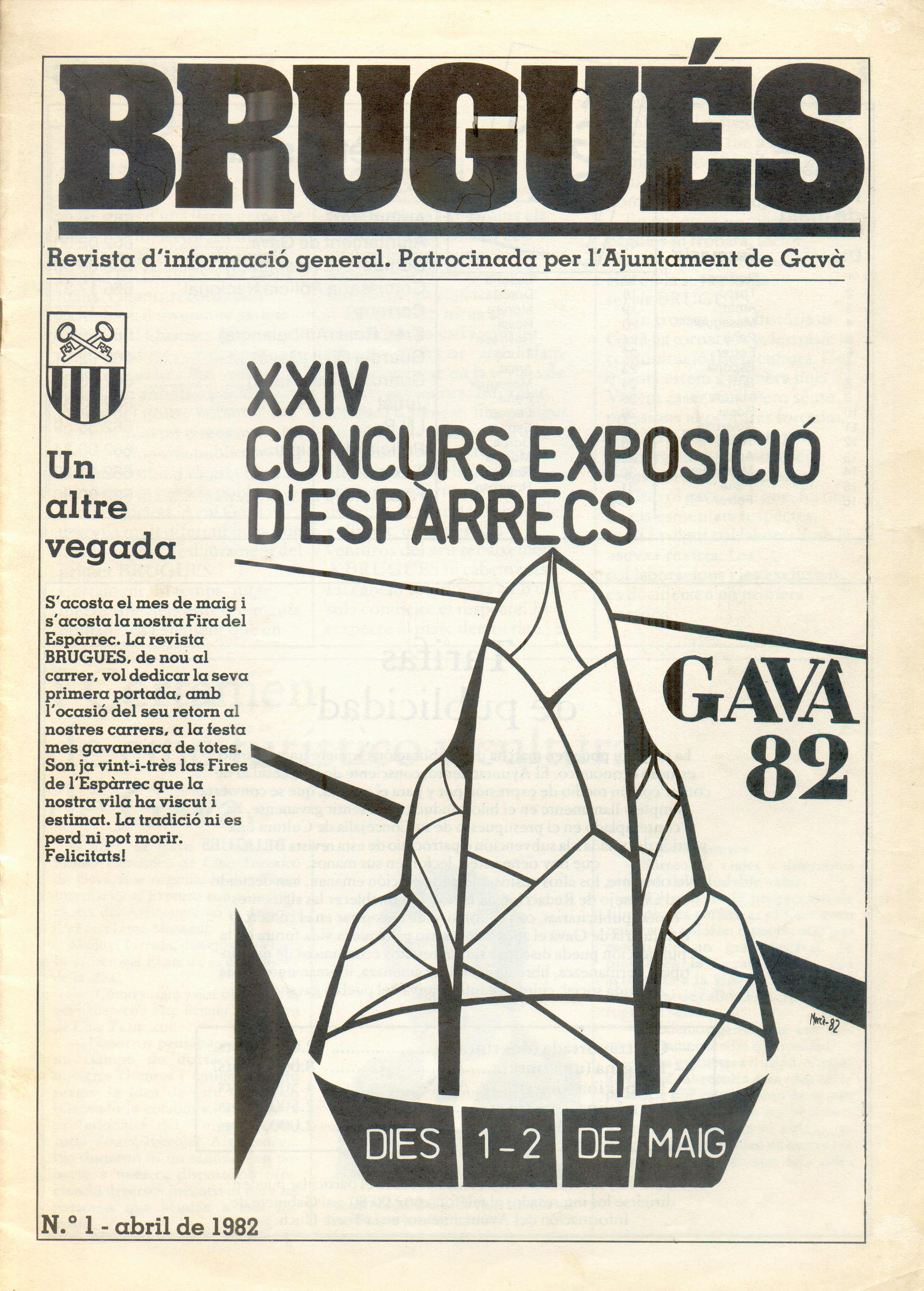
Primer número del Brugués recuperat amb la democràcia, corresponent a l'abril de 1982
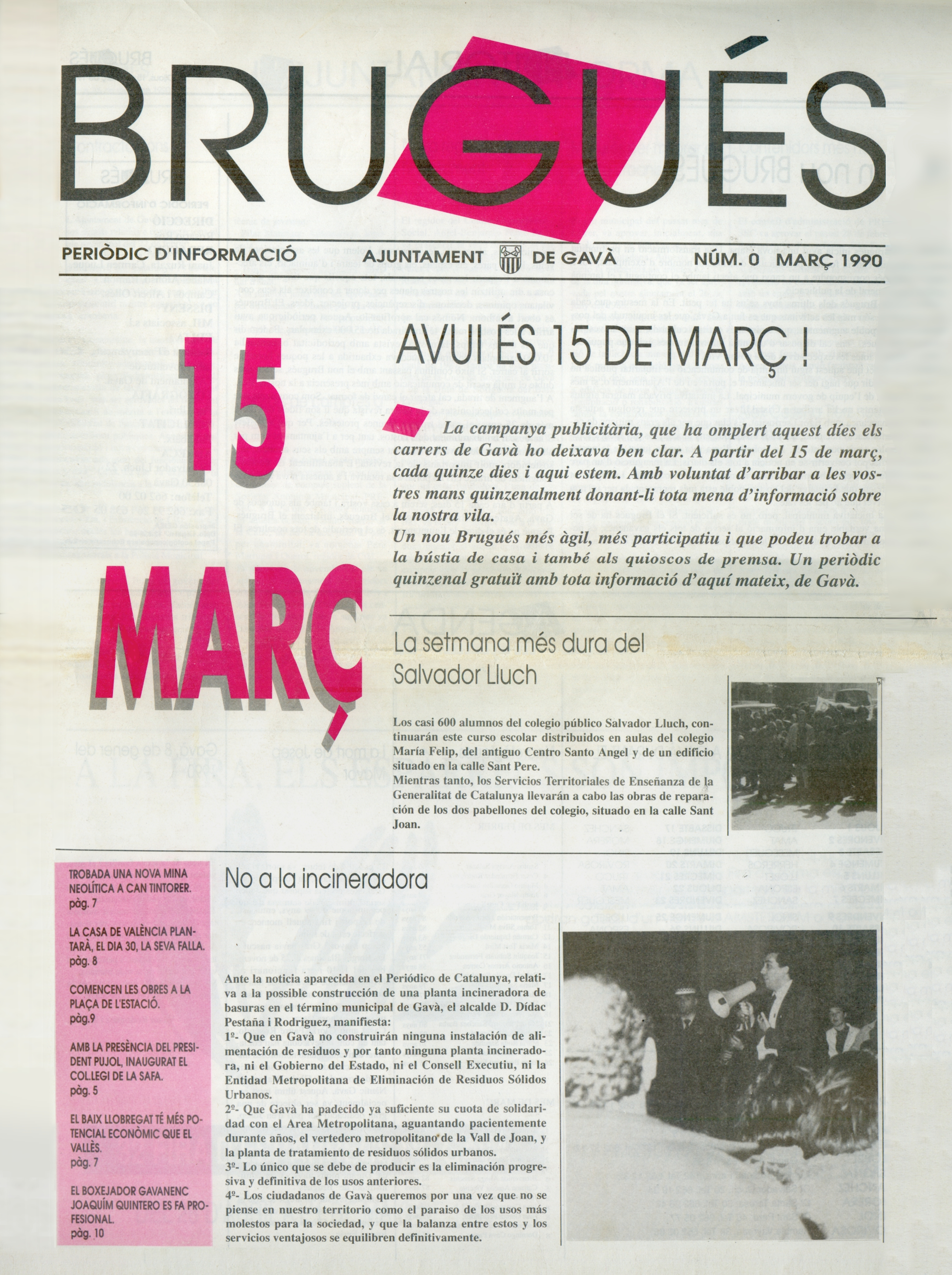
El 1990 el periòdic va passar al format DIN-A-2
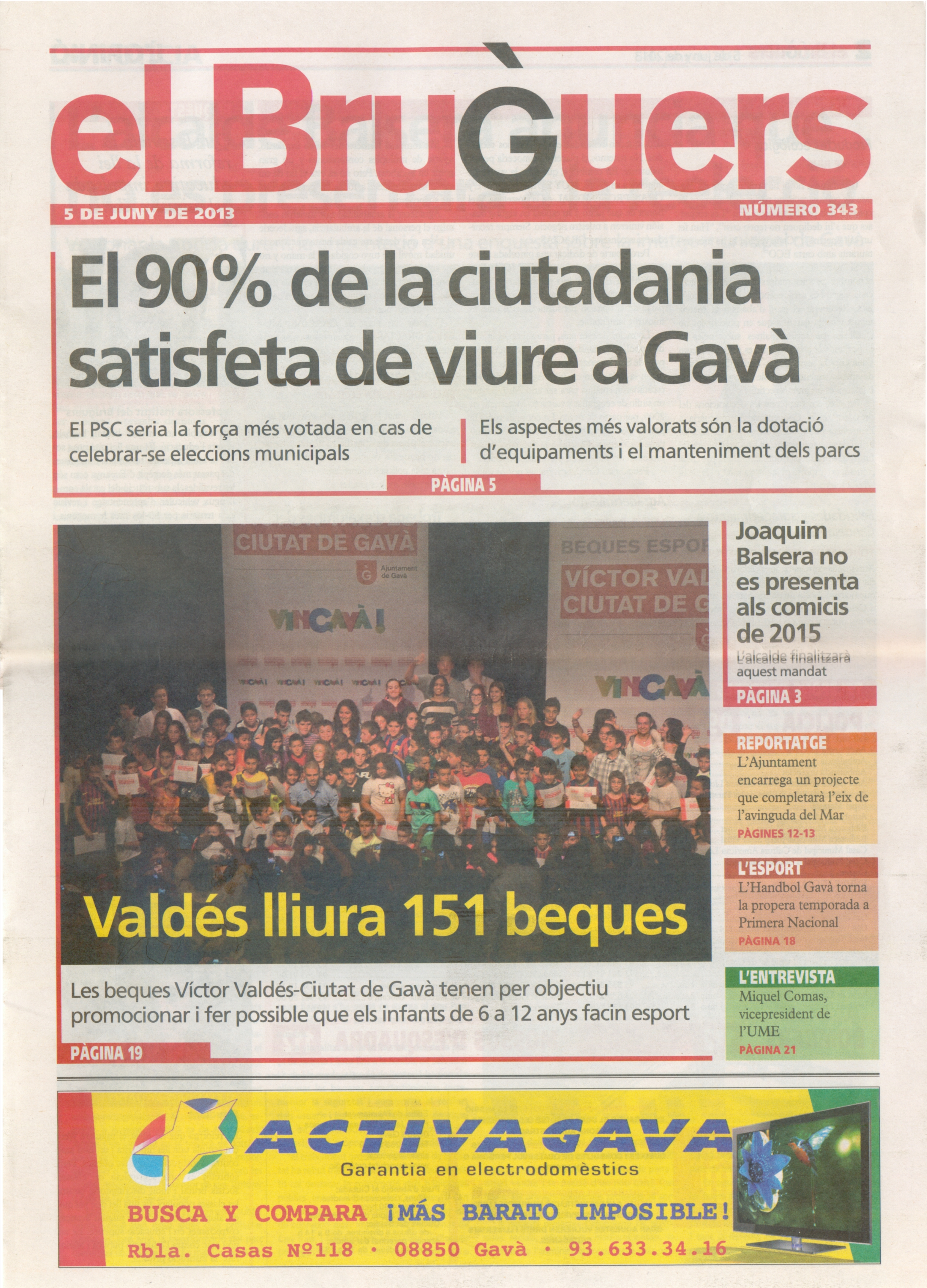
L'any 2013 la publicació es publica a quatre colors
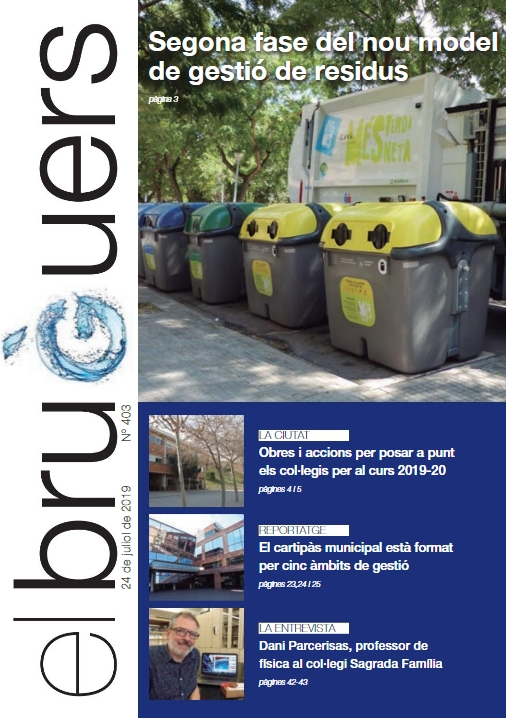
El Bruguers 2019